# Baby (Justin Bieber)
Baby is een single uit 2010 van Justin Bieber en Ludacris. Het nummer is afkomstig van Justin Biebers album My World 2.0. Het nummer is geschreven door Justin Bieber, Christopher Stewart, Terius Nash, Christopher Bridges en Christina Milian en werd geproduceerd door Tricky Stewart en The-Dream.

## Tracklist
- 'Baby' (met rap) - 3:39
- 'Baby' - 3:38

## Hitnotering
| "Baby" in de Nederlandse Top 40 - binnen 10-04-2010 | "Baby" in de Nederlandse Top 40 - binnen 10-04-2010 | "Baby" in de Nederlandse Top 40 - binnen 10-04-2010 | "Baby" in de Nederlandse Top 40 - binnen 10-04-2010 | "Baby" in de Nederlandse Top 40 - binnen 10-04-2010 | "Baby" in de Nederlandse Top 40 - binnen 10-04-2010 | "Baby" in de Nederlandse Top 40 - binnen 10-04-2010 | "Baby" in de Nederlandse Top 40 - binnen 10-04-2010 |
| Week                                                | 1                                                   | 2                                                   | 3                                                   | 4                                                   | 5                                                   | 6                                                   |                                                     |
| --------------------------------------------------- | --------------------------------------------------- | --------------------------------------------------- | --------------------------------------------------- | --------------------------------------------------- | --------------------------------------------------- | --------------------------------------------------- | --------------------------------------------------- |
| Nummer                                              | 28                                                  | 24                                                  | 23                                                  | 26                                                  | 25                                                  | 35                                                  | uit                                                 |

| "Baby" in de Nederlandse Single Top 100 binnen: 13-03-2010 | "Baby" in de Nederlandse Single Top 100 binnen: 13-03-2010 | "Baby" in de Nederlandse Single Top 100 binnen: 13-03-2010 | "Baby" in de Nederlandse Single Top 100 binnen: 13-03-2010 | "Baby" in de Nederlandse Single Top 100 binnen: 13-03-2010 | "Baby" in de Nederlandse Single Top 100 binnen: 13-03-2010 | "Baby" in de Nederlandse Single Top 100 binnen: 13-03-2010 | "Baby" in de Nederlandse Single Top 100 binnen: 13-03-2010 | "Baby" in de Nederlandse Single Top 100 binnen: 13-03-2010 | "Baby" in de Nederlandse Single Top 100 binnen: 13-03-2010 | "Baby" in de Nederlandse Single Top 100 binnen: 13-03-2010 | "Baby" in de Nederlandse Single Top 100 binnen: 13-03-2010 | "Baby" in de Nederlandse Single Top 100 binnen: 13-03-2010 | "Baby" in de Nederlandse Single Top 100 binnen: 13-03-2010 | "Baby" in de Nederlandse Single Top 100 binnen: 13-03-2010 |
| Week                                                       | 1                                                          | 2                                                          | 3                                                          | 4                                                          | 5                                                          | 6                                                          | 7                                                          | 8                                                          | 9                                                          | 10                                                         | 11                                                         | 12                                                         | 13                                                         |                                                            |
| ---------------------------------------------------------- | ---------------------------------------------------------- | ---------------------------------------------------------- | ---------------------------------------------------------- | ---------------------------------------------------------- | ---------------------------------------------------------- | ---------------------------------------------------------- | ---------------------------------------------------------- | ---------------------------------------------------------- | ---------------------------------------------------------- | ---------------------------------------------------------- | ---------------------------------------------------------- | ---------------------------------------------------------- | ---------------------------------------------------------- | ---------------------------------------------------------- |
| Nummer                                                     | 49                                                         | 63                                                         | 69                                                         | 36                                                         | 36                                                         | 24                                                         | 26                                                         | 23                                                         | 34                                                         | 54                                                         | 63                                                         | 74                                                         | 85                                                         | uit                                                        |

| "Baby" in de Vlaamse Ultratop 50 - binnen 24-04-2010 | "Baby" in de Vlaamse Ultratop 50 - binnen 24-04-2010 | "Baby" in de Vlaamse Ultratop 50 - binnen 24-04-2010 | "Baby" in de Vlaamse Ultratop 50 - binnen 24-04-2010 | "Baby" in de Vlaamse Ultratop 50 - binnen 24-04-2010 | "Baby" in de Vlaamse Ultratop 50 - binnen 24-04-2010 | "Baby" in de Vlaamse Ultratop 50 - binnen 24-04-2010 | "Baby" in de Vlaamse Ultratop 50 - binnen 24-04-2010 | "Baby" in de Vlaamse Ultratop 50 - binnen 24-04-2010 | "Baby" in de Vlaamse Ultratop 50 - binnen 24-04-2010 | "Baby" in de Vlaamse Ultratop 50 - binnen 24-04-2010 | "Baby" in de Vlaamse Ultratop 50 - binnen 24-04-2010 | "Baby" in de Vlaamse Ultratop 50 - binnen 24-04-2010 | "Baby" in de Vlaamse Ultratop 50 - binnen 24-04-2010 | "Baby" in de Vlaamse Ultratop 50 - binnen 24-04-2010 | "Baby" in de Vlaamse Ultratop 50 - binnen 24-04-2010 | "Baby" in de Vlaamse Ultratop 50 - binnen 24-04-2010 |
| Week                                                 | 1                                                    | 2                                                    | 3                                                    | 4                                                    | 5                                                    | 6                                                    | 7                                                    | 8                                                    | 9                                                    | 10                                                   | 11                                                   | 12                                                   | 13                                                   | 14                                                   | 15                                                   |                                                      |
| ---------------------------------------------------- | ---------------------------------------------------- | ---------------------------------------------------- | ---------------------------------------------------- | ---------------------------------------------------- | ---------------------------------------------------- | ---------------------------------------------------- | ---------------------------------------------------- | ---------------------------------------------------- | ---------------------------------------------------- | ---------------------------------------------------- | ---------------------------------------------------- | ---------------------------------------------------- | ---------------------------------------------------- | ---------------------------------------------------- | ---------------------------------------------------- | ---------------------------------------------------- |
| Nummer                                               | 31                                                   | 17                                                   | 16                                                   | 15                                                   | 18                                                   | 12                                                   | 13                                                   | 18                                                   | 17                                                   | 29                                                   | 30                                                   | 32                                                   | 36                                                   | 46                                                   | 43                                                   | uit                                                  |